# Mariefreds stad
Denna artikel handlar om den tidigare kommunen Mariefreds stad. För orten se Mariefred.
Mariefreds stad var en stad och kommun i Södermanlands län. 

## Administrativ historik
Mariefreds stad fick stadsrättigheter 1605 av Karl IX och området bröts då också ut ur Kärnbo socken. Stadsförsamlingen Mariefreds församling bildades samtidigt.
Staden blev en egen kommun, enligt Förordning om kommunalstyrelse i stad (SFS 1862:14) 1 januari 1863, då Sveriges kommunsystem infördes. År 1952 inkorporerades Kärnbo landskommun och Taxinge landskommun i stadskommunen. 1971 gick staden och Kärnbo upp i den då nybildade Strängnäs kommun, medan Taxinge fördes till Södertälje kommun i Stockholms län.

### Judiciell tillhörighet
Den egna jurisdiktionen med magistrat och rådhusrätt upphörde 1948, varefter staden ingick i Livgedingets domsaga och dess tingslag.

### Kyrklig tillhörighet
I kyrkligt hänseende hörde staden till Mariefreds församling. 1 januari 1952 tillkom Kärnbo och Taxinge församlingar. Kärnbo församling uppgick 1967 i Mariefreds församling.

### Sockenkod
För registrerade fornfynd med mera så återfinns staden inom ett område definierat av sockenkod 0353 som motsvarar den omfattning staden hade kring 1950.

## Stadsvapnet
Blasonering: I blått fält en krönt madonna med gloria och mandorla, bärande på vänster arm barnet med gloria, allt av guld, och stående på en månskära av silver.
Mariefreds stadsvapen går tillbaka till den sigillbild som staden tilldelades av Kungl. Maj:t 1649. Detta kom också att användas som vapen, ett bruk som bekräftades genom Kungl. Maj:ts fastställelse av vapnet den 20 september 1951.  Samma bild hade också funnits i Mariefreds klosters sigill, känt från 1525.

## Geografi
Mariefreds stad omfattade den 1 januari 1952 en areal av 103,15 km², varav 99,89 km² land. Efter nymätningar och arealberäkningar färdiga den 1 januari 1961 omfattade staden samma datum en areal av 103,68 km², varav 101,60 km² land.

### Tätorter i staden 1960
I Mariefreds stad fanns tätorten Mariefred, som hade 1 673 invånare den 1 november 1960. Tätortsgraden i staden var då 65,2 procent.

## Politik

### Mandatfördelning i valen 1919-1966
| 8 | 8 | 4 |

| 17 | 3 |

| 4 | 8 | 8 |

| 19 |

| 4 | 8 | 8 |

| 20 |

| 4 | 7 | 9 |

| 19 |

| 8 | 5 | 7 |

| 19 |

| 6 | 7 | 7 |

| 19 |

| 9 | 6 | 5 |

| 18 |

| 9 | 1 | 5 | 5 |

| 19 |

| 9 | 1 | 5 | 5 |

| 19 |

| 12 | 2 | 3 | 6 | 4 |

| 27 |

| 12 |  | 2 | 6 | 6 |

| 23 | 4 |

| 11 | 5 | 2 | 4 | 5 |

| 25 |

| 12 |  | 4 | 5 | 5 |

| 23 | 4 |

| 11 | 2 | 4 | 5 | 5 |

| 23 | 4 |